# Naftaleen-1,8-dicarbonzuuranhydride
Naftaleen-1,8-dicarbonzuuranhydride is de anhydridevorm van het dicarbonzuur naftaleen-1,8-dicarbonzuur. Het is een vaste stof, vrijwel onoplosbaar in water, maar goed oplosbaar in di-ethylether en ethanol.

## Synthese
Naftaleen-1,8-dicarbonzuur en de anhydride worden op industriële schaal bereid door de oxidatie van acenafteen met chroomzuur of een zout daarvan. Een alternatieve methode is de oxidatie van acenafteen met behulp van zuurstofgas of lucht in aanwezigheid van een katalysator op basis van een metaal zoals kobalt.

## Toepassingen
Naftaleen-1,8-dicarbonzuuranhydride wordt gebruikt voor de synthese van andere organische verbindingen, waaronder imiden en imines voor de productie van kleurstoffen.
De stof zelf was de eerste commerciële safener (beschermstof) voor herbiciden. Maïszaden werden ermee beschermd tegen de fytotoxische effecten van de herbiciden. Tegenwoordig wordt het voor die toepassing niet meer gebruikt.